# IC 2130
IC 2130 — галактика типу SBd () у сузір'ї Заєць.
Цей об'єкт міститься в оригінальній редакції індексного каталогу.